# Jorden vi äter
Jorden vi äter är Naturskyddsföreningens årsbok 2013. De två författarna Ann-Helen Meyer von Bremen och Gunnar Rundgren beskriver sin resa genom världen där de besöker både konventionella och ekologiska jordbruk i USA, Brasilien, Etiopien, Namibia, Uganda, Zambia, Indien och Sverige. Bokens huvudfrågor är:
1. räcker jorden till att producera människornas föda?
2. hur skiljer sig jordbruk åt i olika länder med olika förutsättningar?
3. hur skiljer sig konventionellt och ekologiskt jordbruk åt?

Boken tar även upp ekosystemtjänster, markanvändning och biologisk mångfald.